# 키시 (소설)
《키시》(러시아어: Кысь)는 러시아의 소설가 타티야나 톨스타야가 2000년에 발표한 소설이다.

## 작품 소개
타티야나 톨스타야의 대표적인 장편소설 ≪키시≫는 2000년에 발표되었지만, 1986년부터 쓰기 시작해서 완성하기까지 15년이나 걸린 작품이다. 이 작품은 발표 당시 국내외 비평가들로부터 높은 작품성을 인정받았다. 또한 “러시아 삶의 백과사전”, “러시아 문학의 걸출한 작품” 등의 극찬과 함께 러시아 부커상, 제14회 모스크바 국제서적박람회 선정 소설 부문 올해의 작품상, 트리움프 문학상을 안겨주기도 했다.
‘키시’는 이 작품에서 어떤 무서운 존재로 묘사되며, 구체적으로는 제시되지 않는다. 누구도 본 적이 없는 ‘키시’는 주로 주인공 베네딕트의 생각 속에 자주 등장한다. ‘키시’는 톨스타야에 의해서 새롭게 창조된 존재, 인간에게 막연한 공포를 불러일으키는 존재, 인간의 어두운 내면의 상징으로 볼 수 있을 것이다. 이를 통해 독자들은 현재를 살아가는 자신에 대한 반성의 기회를 얻는다.
이 작품의 배경은 러시아가 핵폭발로 멸망한 이후 다시 문명을 이루어나가는 시작점이다. 마치 신석기 시대 고대 러시아를 떠올릴 정도로 모든 것이 원시적인 상태에 머물러 있다. 그렇기 때문에 이 작품에 등장하는 존재들은 작가만의 창조물이고 그 명칭아 조어인 경우가 많다. 가령 동물과 식물, 신분 계층의 이름들이 그렇다. 이처럼 작품은 러시아의 역사 자체를 새롭게 구성하고 있을 뿐만 아니라 ‘러시아’ 또는 ‘러시아어’에 대한 사유를 던진다. 나아가 말과 책에 대한 사유, 자유롭고 파격적인 언어 구사가 지닌 풍부한 상징성을 통해 새로운 러시아 문학의 진수를 맛볼 수 있다.

## 서지 정보
- 박미령 역, 2009년, 지식을만드는지식 ISBN 978-89-6228-411-9